# Magda Vrhovec
Magda(lena) Vrhovec Dedović, slovenska balerina, * 29. junij 1939, Ljubljana, † september 2024.
Delovala je v Ljubljani, Novem Sadu in Goeteborgu. Bila je izrazita plesalka romantičnega stila in liričnega značaja.

## Odlikovanja in nagrade
Leta 1999 je prejel častni znak svobode Republike Slovenije z naslednjo utemeljitvijo: »ob osemdesetletnici slovenskega baleta za umetniške dosežke in druge zasluge na tem področju«.